# ダーリントン
ダーリントン（Darlington）は、イングランド北部、ダーラム州にある工業の発達したタウンである。スカーン川とティーズ川の合流点近くに位置する。交通の要衝であり、付近に炭田や鉄山があることから、19世紀以降、工業が発達した。グラマースクールや工科大学がある。

## 出身人物
- ジェームズ・モリソン - サッカー選手